# Bewening met opdrachtgever
Bewening met opdrachtgever of De bewening van Christus is een olieverfschilderij uit het atelier van Rogier van der Weyden, mogelijk uit circa 1460-1464, hoewel de datering omstreden is.

## Voorstelling
Het schilderij is een variatie op andere uitbeeldingen van de bewening van Christus die Rogier van der Weyden eerder maakte, waaronder het Miraflorestriptiek en de Bewening in Brussel. Het lichaam van de dode Christus wordt omringd door de personen die volgens de Bijbel bij de kruisiging aanwezig waren: Maria, de apostel Johannes, Maria Magdalena en de twee andere Maria's. De twee mannen zijn Nikodemus en Jozef van Arimatea, die zorg droegen voor de balseming en begrafenis van het lichaam. Bijzonder is de toevoeging van de opdrachtgever, te weten een bisschop, aan wiens kleding veel aandacht is besteed. Boven in zijn kromstaf is de annunciatie uitgebeeld en op de gesp van de koorkap een zegenende Christus tussen twee engelen. Op de zomen van de koorkap zijn de twaalf apostelen afgebeeld. Achter hem staan de heiligen Petrus (met hemelsleutel) en Paulus (met zwaard).

## Opdrachtgever
Erwin Panofsky identificeerde de stichter, die Petrus als beschermheilige bij zich heeft, als Pierre de Ranchicourt, de enige 'Petrus' die rond deze tijd bisschop was. Als dit klopt, kan het schilderij niet vroeger geschilderd zijn dan april 1463, het moment waarop de Ranchicourt tot bisschop van Atrecht werd gewijd. In dat geval kan Rogier nog wel de eerste opzet hebben gemaakt, maar is het schilderij na zijn dood in 1464 door ateliermedewerkers voltooid. Anderen hebben in de stichter Jean Chevrot herkend, de opdrachtgever van De Zeven Sacramenten. In dat geval moet het schilderij veel vroeger worden gedateerd, omdat de man hier jonger lijkt dan op andere werken. De heiligen Petrus en Paulus achter hem zijn dan aanwezig als illustere voorgangers van de bisschop. Albert Châtelet zag in de opdrachtgever Philippe Courault, abt van de Sint-Pietersabdij in Gent.

## Stijl en techniek
Hoewel de kunsthistorici het erover eens zijn dat het schilderij grotendeels niet door Rogier van der Weyden zelf is uitgevoerd, is het waarschijnlijk wel in zijn werkplaats ontstaan. De stijl van de ondertekening komt overeen met die van andere authentieke werken, zoals de Bewening voor het open graf. Het schilderwerk is van hoge kwaliteit en sommige onderdelen, zoals het lichaam van Christus, kunnen door Rogier zelf zijn geschilderd, maar de compositie als geheel is minder hecht en harmonieus dan van hem verwacht kan worden. Sommige figuren zijn ontleend aan oudere werken en waarschijnlijk gebaseerd op tekeningen die in de werkplaats aanwezig waren. Een voorbeeld hiervan is de knielende vrouw op de voorgrond, die – gespiegeld maar verder vrijwel identiek – terugkeert als Maria Magdalena in een Keulse navolging van Rogiers beroemde Kruisafneming. De schedel op het schilderij in het Mauritshuis is daar vervangen door een zalfpot, het gebruikelijke attribuut van Maria Magdalena. Op de ondertekening van het schilderij in het Mauritshuis is te zien dat hier oorspronkelijk eveneens een zalfpot was gepland. Aanvankelijk moest deze figuur dus ook Maria Magdalena voorstellen, maar op het uiteindelijke schilderij staat ze uiterst links. Waarschijnlijk hebben beide schilders voor de zittende vrouw een gezamenlijk voorbeeld gebruikt. Dezelfde figuur is ook te herkennen op een altaarstuk uit het atelier van de Meester van de Catharinalegende.

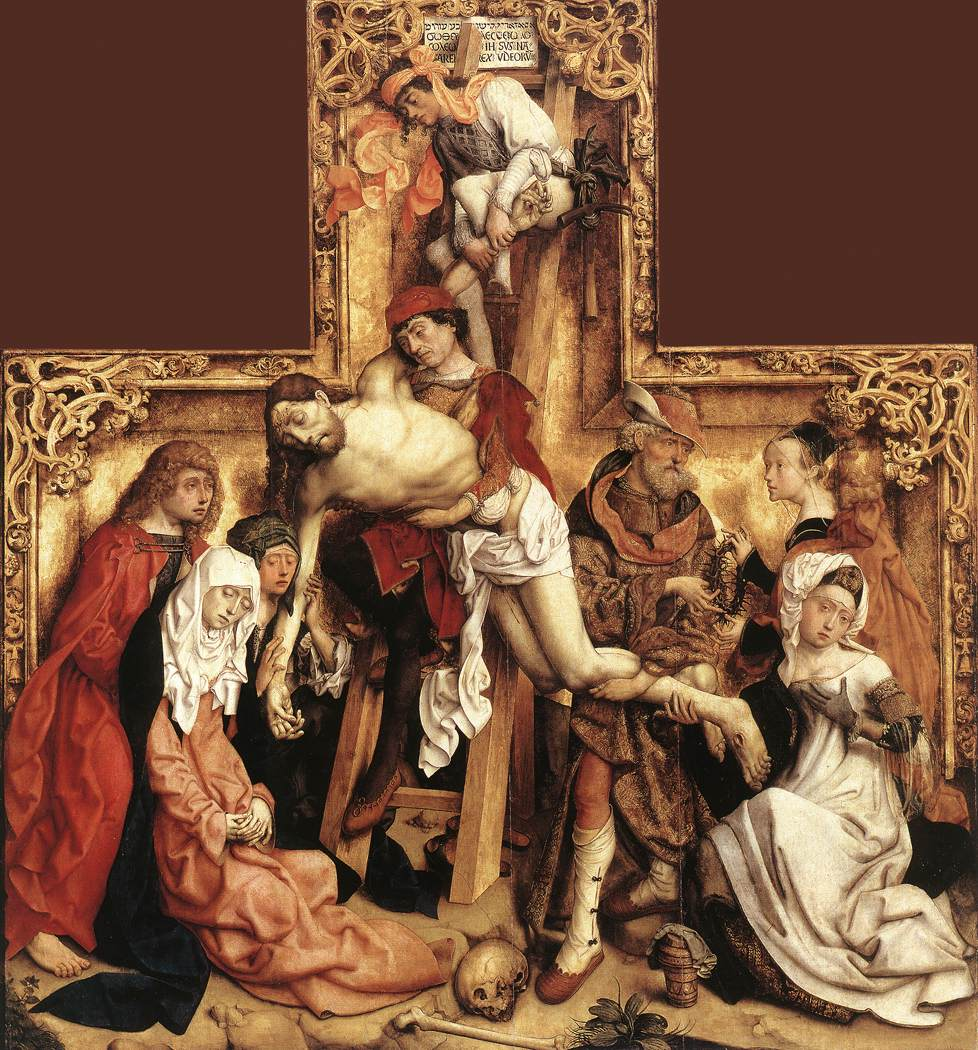
Meester van het Bartolomeüs-altaar, Kruisafneming, ca. 1500, Louvre, Parijs
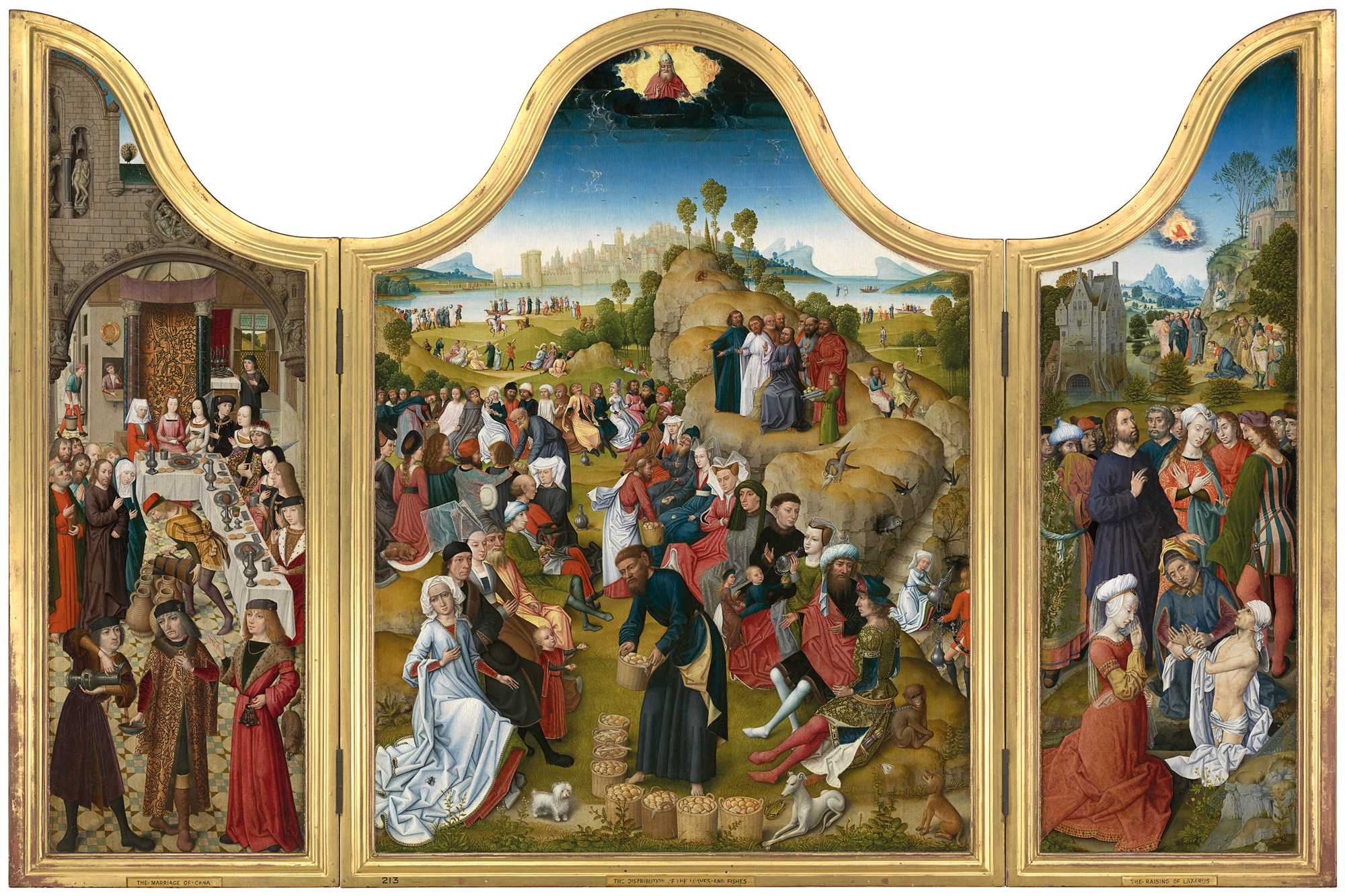
Atelier Meester van de Catharinalegende, De wonderen van Christus, ca. 1490-1495, 122,4 × 184 cm, National Gallery of Victoria, Melbourne